# Ouirgane
Ouirgane est une commune rurale de la province d'Al Haouz, dans la région de Marrakech-Safi, au Maroc. Elle ne dispose pas de centre urbain, mais a pour chef-lieu un village du même nom.
La commune rurale d'Ouirgane est le chef-lieu du caïdat éponyme, lui-même situé au sein du cercle d'Asni.
Lors du recensement de 2004, la commune comptait une population totale de 6 916 habitants vivant dans 1281 foyers.

## Géographie
Ouirgane est située dans les montagnes du Haut Atlas, au cœur du parc national du Toubkal, à environ 1 000 mètres au-dessus du niveau de la mer,. Par la route, Ouirgane est située à 14 kilomètres au sud-ouest d'Asni et à 65 kilomètres au sud de Marrakech, le long de la route S501. La vallée de la commune est traversée par l'oued N'Fiss. Le village lui-même se trouve sur la rive orientale de la retenue et du barrage du Oued N'Fiss,. Le village est entouré d'oliviers.

## Historique
La commune de Ouirgane créée en 1959, fait partie des 763 premières communes qui ont été formées lors du premier découpage communal qu'a connu le Maroc, elle se trouvait dans la province de Marrakech, précisément dans le cercle d'Amizmiz.

## Démographie
La population reste à dominante berbère amazigh.
Elle a connu, de 1994 à 2004 (années des derniers recensements), une hausse de population, passant de 6 435 à 6 916 habitants.

## Points d'intérêt
Ouirgane possède un souk réputé pour ses poteries berbères, la mosquée Tin Mal, une kasbah en ruine et plusieurs mines de sel dans les environs. Il y a également deux hôtels remarquables avec des jardins en face ; un ruisseau près des hôtels draine la face ouest du Jbel Toubkal. L'hôtel La Roseraie dispose d'un centre d'équitation pour accueillir les nombreux touristes qui le visitent pendant les mois d'été ; il dispose également d'un centre de santé au-dessus du ruisseau. L'Auberge Au Sanglier qui Fume est un pavillon de chasse. Tagadirt n'Bour est construit en murs de pierres sèches et est situé à 4 kilomètres au sud du village.
En 2023, la ville est touchée par un séisme. Environ 600 maisons sont détruites et une trentaine d'habitants sont tués.